# El progreso del libertino (ópera)
El progreso del libertino (título original en inglés: en The rake’s progress; también se ha traducido al español como La carrera del libertino) es una ópera en tres actos y un epílogo, con música de Ígor Stravinski y libreto en inglés de W. H. Auden y Chester Kallman, quienes se inspiraron en las pinturas y grabados homónimos (1735) de William Hogarth. 
Se estrenó en el Teatro La Fenice de Venecia el 11 de septiembre de 1951, dirigida por el propio compositor y con el siguiente reparto: Robert Rounseville (tenor) (Tom); Elisabeth Schwarzkopf (soprano) (Anne); Otakar Kraus (barítono) (Shadow); Jennie Tourel (mezzosoprano) (Baba la Turca); Raphaël Arié (bajo) (Mr. Trulove); Hugues Cuénod (tenor) (Sellem); Nell Tangeman (mezzosoprano) (Mother Goose). Es muy conocida una producción del Festival de Glyndebourne de 1975, que contó con diseño de escena y vestuario de David Hockney. Esta ópera sigue en el repertorio, aunque no está entre las más representadas; en las estadísticas de Operabase aparece la n.º 85 de las cien óperas más representadas en el período 2005-2010, siendo la 5.ª en Rusia y la primera de Stravinski, con 47 representaciones.

## Gestación de la obra
Stravinski imaginó la trama y el esquema de esta ópera al contemplar una colección de grabados del pintor inglés William Hogarth, titulada precisamente The Rake’s Progress. La colección, que se conserva en el Soane Museum de Londres, se compone de los siguientes grabados:
1. La herencia.
2. El despertar del libertino.
3. La orgía.
4. Detenido por deudas.
5. El casamiento.
6. La casa de juego.
7. La cárcel.
8. El manicomio de Bedlam.

En 1947, Ígor Stravinski se planteó componer esta ópera, y fue su amigo Aldous Huxley quien le recomendó como libretista al poeta estadounidense W. H. Auden, el cual escribió un magnífico libreto, ágil e irónico, con una importante novedad en relación con los grabados: el personaje de Nick Shadow, el Diablo.

## Argumento

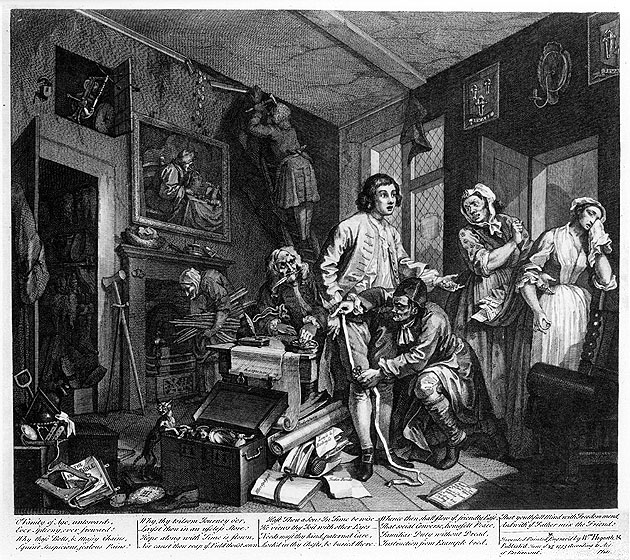
William Hogarth, La herencia

### Acto I
Cuadro Primero
Primavera en la casa de campo de la familia Trulove. 

Tom Rakewell, un muchacho provinciano y sin recursos, está enamorado de Anne Trulove. El padre de la joven no se opone a esta relación, pero duda de la capacidad del muchacho para abrirse camino en la vida; quedando sus sospechas confirmadas, cuando Tom rechaza una oferta de empleo estable, prefiriendo poner su futuro en manos de la Fortuna.
Llega un desconocido, que dice llamarse Nick Shadow, para comunicarle a Tom que un lejano tío millonario ha fallecido, nombrándolo como único heredero. Tom deberá ir inmediatamente a Londres para recibir la herencia, mientras Shadow se le ofrece a acompañarlo como criado. Shadow le comunica a Tom que no deberá preocuparse por su salario, pues ya hablarán de ello cuando haya transcurrido un año y un día, y así Tom haya podido apreciar la valía de Shadow. Tom se despide de Anne y sale para Londres en compañía de Shadow.
Cuadro Segundo

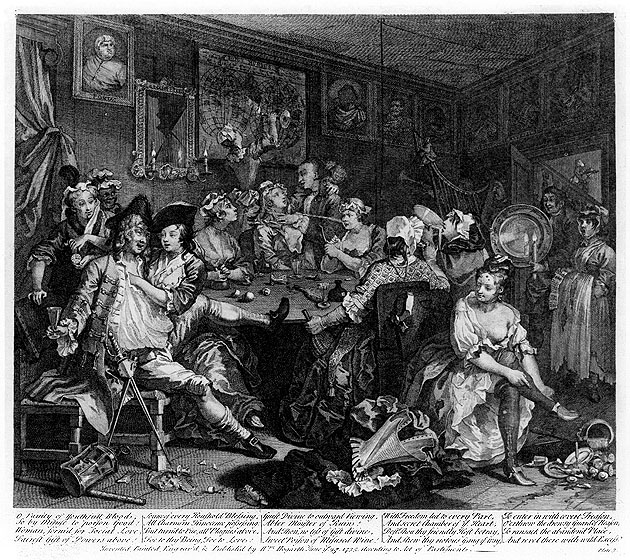
William Hogarth, La orgía.

Londres, burdel de Mother Goose (Mamá Oca).

Shadow está mostrando a Tom las novedades de la gran ciudad. En una ceremonia de iniciación, y ante todas las prostitutas del burdel presididas por Mother Goose, Tom contesta a las preguntas de su nuevo «credo». Todas sus respuestas son correctas, hasta que una pregunta sobre la naturaleza del amor, hace revivir en él el recuerdo de Anne y su felicidad pasada. Mother Goose lo incita a beber en abundancia hasta que sus remordimientos se desvanecen. Ante las protestas de las demás prostitutas, Mother Goose reclama al muchacho para ella sola.
Cuadro Tercero
Invierno en la casa de campo de los Trulove. 

Los meses han transcurrido y Anne sigue sin tener noticias de Tom. La joven presiente que su prometido la necesita y decide ir a Londres en su busca.

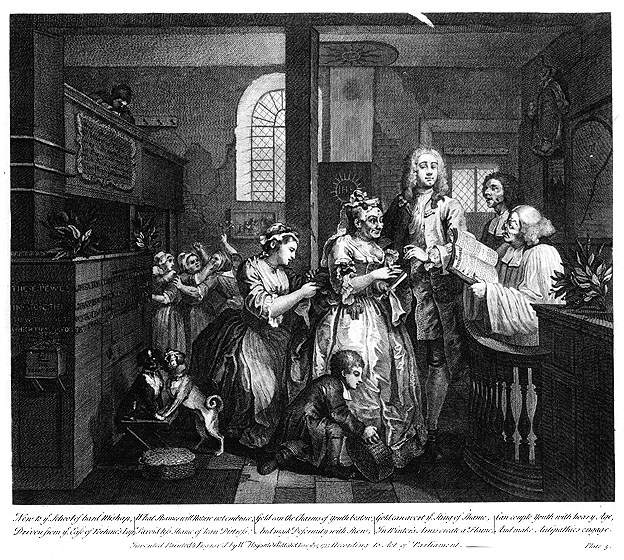
William Hogarth, El casamiento.

### Acto II
Cuadro Primero
Casa de Tom en Londres. 

Tom está completamente hastiado de su vida londinense y busca, desesperadamente, la felicidad. Llega Shadow, y le dice que sólo podrá ser feliz si es libre, y para actuar libremente, deberá de zafarse del deseo carnal y las normas sociales. Así pues, aconseja a Tom que se case con Baba la Turca, la mujer barbuda que es la nueva atracción de la feria de St. Giles. Baba es la antítesis del deseo y ella será por tanto el camino perfecto para alcanzar la felicidad. Tom se deja convencer por Shadow y sale en busca de Baba.
Cuadro Segundo
Exterior de la casa de Tom. 

Anne ha logrado dar con el domicilio de Tom y está aguardando en la calle a que este llegue. Aparece Tom escoltando una silla de manos totalmente cerrada. Anne lo saluda, pero él le dice que debe marcharse inmediatamente, pues Londres pues no es un sitio adecuado para su bondad y virtud. Anne se reafirma en su amor por él, pero se marcha humillada al comprobar que en el interior de la silla de manos está Baba la Turca, la esposa de Tom. Baba desciende con la cara cubierta por un velo. Los paseantes, al reconocerla, se agolpan a su alrededor suplicando ver su rostro. Ante al insistencia de los curiosos, Baba se descubre y entra orgullosa en la casa.
Cuadro Tercero
Salón en casa de Tom y Baba. 

El matrimonio desayuna en una sala completamente atiborrada de regalos, a cual más excéntrico, enviados por los múltiples admiradores de Baba. Tom vuelve a estar aburrido y melancólico. Baba, exasperada por la actitud e indiferencia de Tom respecto de ella, estalla en un arrebato de celos. Baba acusa a Tom de seguir enamorado de Anne y sale enfurecida. Tom se adormece para encontrar en el sueño el último refugio a su eterna monotonía.
Llega Shadow, que ahora se propone destruir por completo a Tom, añadiendo a su ruina afectiva, moral y conyugal, la ruina económica. Trae una fantástica máquina que puede convertir las piedras en pan. Al despertar, Tom dice a Shadow que acaba de soñar precisamente con la misma máquina, viendo en ello la señal inequívoca de que él es el elegido para erradicar el hambre y la necesidad del mundo. Por medio de esta buena acción, espera volverse digno del amor de Anne.

### Acto III
Cuadro Primero
Casa de Tom. 

La quiebra económica ha estallado, arrastrando a numerosos inocentes que habían confiado en el proyecto de la máquina de pan. El salón está atiborrado de gente que asiste a la subasta de los bienes de Tom. Llega Anne buscando a Tom, pero nadie sabe su paradero.
Sellem, el subastador, comienza la subasta. Las pujas se van animando con los diferentes objetos hasta que aparece Baba, enfurecida por la venta de sus bienes. Desde la calle se oyen las burlas que Tom y Shadow le dedican a Baba, ésta, totalmente desencajada, le dice a Anne que Tom aún la recuerda y que sólo el amor podrá salvarlo de la depravación. Anne sale atropelladamente en busca de Tom, mientras que Baba, ya dueña de sí misma, decide olvidar todo lo relacionado con su matrimonio y regresar a donde nunca debió de salir: la barraca de feria.
Cuadro Segundo
Un cementerio con una tumba abierta. 

Ha transcurrido un año desde que Shadow entrara al servicio de Tom, y ahora exige su salario: el alma de este. Shadow ofrece a Tom la posibilidad de elegir su muerte: veneno, cuerda, fuego o puñal. Luego, Shadow le propone a Tom jugar una partida de cartas para decidir su destino. Shadow intenta hacer trampa, pero Tom, confortado por el recuerdo de Anne, logra ganar la partida. Furioso al ver que el alma de Tom se le ha escapado, se venga de él haciendo que se vuelva loco.
Cuadro Tercero
Manicomio en Bedlam. 

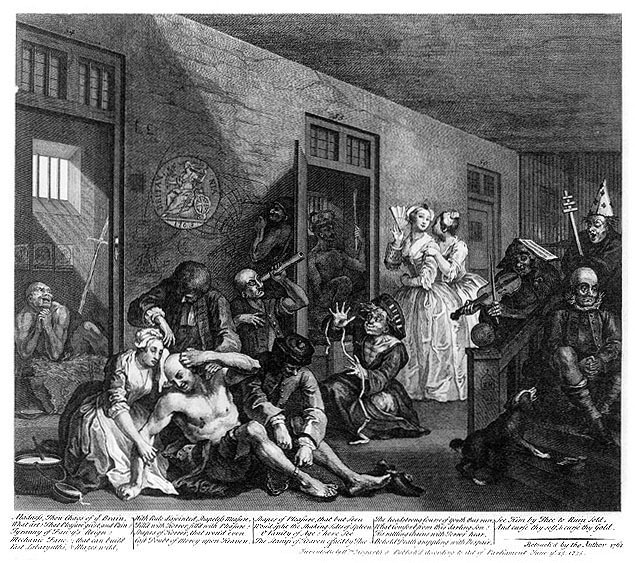
William Hogarth, Manicomio de Bedlam

Tom, creyéndose Adonis, ha sido internado en el manicomio. Cuando Anne llega a visitarlo, él la confunde con Venus y le pide perdón por haberla desdeñado durante tanto tiempo. Ella lo reconforta y le canta una nana para dormirlo. Cuando Anne comprende que no es a ella, sino a Venus a quien Tom llama, decepcionada y abatida decide regresar a casa de su padre. Cuando Tom despierta y ve que Venus se ha marchado, no lo puede soportar y cae muerto con el corazón roto. Los locos entonan un cántico en honor a la muerte de Adonis, el preferido de Venus.

### Epílogo
Los personajes principales se unen para explicar la moraleja de la fábula: «Al hombre ocioso el Diablo lo acecha».

## Arias destacadas
- Aria de Shadow ("I was never saner.")
- Partida de Shadow ("I burn! I freeze!")
- Aria de Anne ("No word from Tom.")
- Aria de Tom Rakewell ("Here I stand...")
- Aria de Baba la Turca y Monólogo ("As I was saying, both brothers wore moustaches...")

## Discografía
Hay una grabación considerada "histórica" por La discoteca ideal de la ópera, la dirigida por Ígor Stravinski con la Royal Philarmonic Orchestra y el Coro Sadler's Wells (1964, grabado en estudio) con el siguiente reparto: Don Garrard (Truelove), Judith Raskin (Ann), Alexander Young (Tom), John Reardon (Nick Shadow), Jean Manning (Mother Goose) y Regina Sarfaty (Baba). (Grabado en estudio).

Hay otras grabaciones, que se describen a continuación. Los personajes de los registros discográficos se indican por el siguiente orden:
Tom; Anne; Shadow; Baba; Trulove, Mother Goose; Sellem; Coro; Orquesta; Director; Sello Discográfico.
- 1951; Robert Rounseville; Elisabeth Schwarzkopf; Otakar Kraus, Jennie Tourel; Raphaël Arié; Nell Tangeman; Huges Cuénod; Coro y Orquesta Teatro alla Scala de Milán; Ígor Stravinski; Fonit Cetra (Grabado en directo).

- 1953; Eugene Conley; Hilde Güden; Mack Harrell; Blanche Thebom; Norman Scott; Martha Lipton; Paul Franke; Coro y Orquesta del Metropolitan Opera House; Fritz Reiner; Datum. (Grabado en directo)

- 1953; Eugene Conley; Hilde Güden; Mack Harrell; Blanche Thebom; Norman Scott; Martha Lipton; Paul Franke; Coro y Orquesta del Metropolitan Opera House; Igor Stravinsky; Naxos. (Grabado en estudio)

- 1975; Leo Goecke; Felicity Lott; Samuel Ramey; Rosalind Elias; Richard van Allan; Nuala Willis; John Fryatt; Coro del Festival de Glyndebourne; Orquesta Filarmónica de Londres; Bernard Haitink; Arthaus (Grabado en directo) (DVD).

- 1983; Philip Langridge; Cathryn Pope; Samuel Ramey; Sarah Walker; Stafford Dean; Astrid Varnay; John Dobson; Coro y Orquesta London Sinfonietta; Riccardo Chailly; Decca.

- 1993; Jon Garrison; Jayne West; John Cheek; Wendy White; Arthur Woodley; Shirley Love; Lowery; Coro Gregg Smith Singers; Orchestra of St. Luke´s; Robert Craft; Craft.

- 1995; Greg Fedderly; Barbara Hendricks; Hakan Hagegard; Brian Asawa; Erik Saedén; Gunilla Soderstrom; Arild Helleland; Coro y Orquesta Sinfónica de la Radio Sueca; Esa-Pekka Salonen; NVC Arts; DVD.

- 1995; Anthony Rolfe-Johnson; Sylvia McNair; Paul Plishka; Jane Henschel; Donald Adams; Ian Bostridge; Coro de la Ópera de Tokio; Orquesta Saito Kinen; Seiji Ozawa; Philips.

- 1995; Jerry Hadley; Dawn Upshaw; Samuel Ramey; Grace Bumbry; Robert Lloyd; Coro y Orquesta de la Ópera de Lyon; Kent Nagano; Erato.

- 1996; Jerry Hadley; Dawn Upshaw; Monte Pederson; Jane Henschel; Jonathan Best; Linda Ormiston; Barry Banks; Wiener Staatsopernchor; Orquesta Camerata Academia; Sylvain Cambreling; Arthaus; DVD.

- 1997; Ian Bostridge; Deborath York; Bryn Terfel; Anne Sofie von Otter; Martin Robson; The Monteverdi Choir; Orquesta Sinfónica de Londres; John Eliot Gardiner; Deutsche Grammophon.

- 2000; Andrew Kennedy; Laura Claycomb; William Shimell; Dagmar Pecková; Darren Jeffrey; Juliane Young; Coro y Orquesta del Teatro de la Monnaie; Kazushi Ono; Opus Arte; DVD.